# Soblinec
Soblinec település Horvátországban, Zágráb főváros Szeszvete városnegyedében. Közigazgatásilag a fővároshoz tartozik.

## Fekvése
Zágráb városközpontjától légvonalban 14, közúton 17 km-re északkeletre, a Medvednica-hegység keleti részének déli lejtői alatt, Žerjavinec és Popovac között fekszik. Területén áthalad a 3-as számú főút és az A4-es autópálya is. Itt ágazik le észak felé a Máriabesztercére vezető főút.

## Története
A két világháború közti időszakban Soblinecben téglagyár működött, melynek tulajdonosa a Peška család volt. 1941 és 1945 között a Független Horvát Állam része volt, majd a szocialista Jugoszlávia fennhatósága alá került. A település népességének növekedése csak a második világháború után indult meg és gyorsuló ütemben fejlődött. Római katolikus plébániáját 1975-ben alapították. 1991-től a független Horvátország része. 1991-ben lakosságának 97%-a horvát nemzetiségű volt. A településnek 2011-ben 978 lakosa volt.

## Népessége
| Lakosság változása | Lakosság változása | Lakosság változása | Lakosság változása | Lakosság változása | Lakosság változása | Lakosság változása | Lakosság változása | Lakosság változása | Lakosság változása | Lakosság változása | Lakosság változása | Lakosság változása | Lakosság változása | Lakosság változása | Lakosság változása |
| ------------------ | ------------------ | ------------------ | ------------------ | ------------------ | ------------------ | ------------------ | ------------------ | ------------------ | ------------------ | ------------------ | ------------------ | ------------------ | ------------------ | ------------------ | ------------------ |
| 1857               | 1869               | 1880               | 1890               | 1900               | 1910               | 1921               | 1931               | 1948               | 1953               | 1961               | 1971               | 1981               | 1991               | 2001               | 2011               |
| 4                  | 0                  | 0                  | 8                  | 11                 | 21                 | 19                 | 34                 | 43                 | 72                 | 57                 | 117                | 318                | 516                | 782                | 978                |

(1869-ben és 1880-ban lakosságát Popovechez számították.)

## Nevezetességei
A Szeplőtelen fogantatás tiszteletére szentelt római katolikus plébániatemploma.

## Oktatás
A soblineci iskola az 1926-ban Šašinovacban alapított iskola jogutódja. A šašinovaci épület rossz állapota miatt fő tevékenysége az utolsó nyolc évben a popovaci közösségi házban zajlott egészen az 1958/59-es tanévig, amikor a soblineci épület elkészült és megnyitásra került. Ugyanebben az évben az addig önálló belovari iskola a soblineci iskola területi iskolája lett. Az iskolai park növényeit 1961-ben ültették az akkori tanárok és tanulók erőfeszítéseivel. 1963-ban a soblineci iskolát beillesztették az adamovaci iskolába, ahol 1977-ig regionális iskola státuszt kapott. 1977-ben az iskolaigazgatást Soblinecbe helyezték át, és Adamovac, Moravče, Glavnica Donja és Belovar iskolái regionális iskolákká váltak. Az 1958-ban épített iskolaépület területe 792 m 2 volt. Négy klasszikus tanteremmel és szaktantermekkel rendelkezik. 2003-ban bővítették és átalakították, így modern épületté vált. A korszerűsített és felújított iskolaépület nettó területe 2650 m2 lett. Az iskolában jelenleg 18 osztályban 446 tanuló vesz részt az oktatásban.